# Nguyễn Ngọc Ngạn
Nguyễn Ngọc Ngạn (sinh ngày 9 tháng 3 năm 1945) là một nhà văn và người dẫn chương trình người Canada gốc Việt. Ban đầu, ông được biết đến với tư cách nhà văn sở hữu nhiều cuốn sách được người Việt ở hải ngoại đón nhận. Kể từ năm 1992, ông bắt đầu đảm nhận vai trò người dẫn chương trình (MC) của Paris by Night.

## Tiểu sử
Nguyễn Ngọc Ngạn sinh ngày 9 tháng 3 năm 1945 tại huyện Phúc Thọ, tỉnh Sơn Tây cũ (nay thuộc Hà Nội), là con thứ 3 trong gia đình có 6 người con. 
Năm 1954, ông theo gia đình di cư vào Nam, sống tại một xóm của người Công giáo gần Củ Chi, thuộc tỉnh Gia Định. Đến năm 1957 thì gia đình ông chuyển về sống ở khu ngã ba Ông Tạ (thuộc quận Tân Bình, tỉnh Gia Định cũ).
Thời trung học, Ngọc Ngạn theo học trường Nguyễn Bá Tòng (nay là Trường Trung học Phổ thông Bùi Thị Xuân, Thành phố Hồ Chí Minh) và Trường Trung học Chu Văn An (Sài Gòn), thời gian này ông học chung và chơi thân với những người bạn sau này cũng trở thành những nghệ sĩ lừng danh là Giang Tử và Chế Linh. Có thời gian ông theo học kịch nghệ tại Trường Quốc gia Âm nhạc và Kịch nghệ Sài Gòn.
Sau khi tốt nghiệp, ông tiếp tục học lên đại học tại Trường Đại học Văn khoa Sài Gòn. Khi ra trường, ông giảng dạy ngoại ngạch tại một số trường công lập. 
Năm 1970, Ngọc Ngạn gia nhập Quân lực Việt Nam Cộng hòa, đầu tiên thuộc Sư đoàn 9 Bộ binh, sau này về tiểu đoàn địa phương quân tác chiến ở quận Cái Bè, tỉnh Định Tường (tức tỉnh Mỹ Tho trước kia, nay thuộc tỉnh Đồng Tháp).
Năm 1974, Bộ Giáo dục Việt Nam Cộng hòa biệt phái ông về tiếp tục dạy học, nhưng không được bao lâu thì đến ngày 30 tháng 4 năm 1975 . Sau ngày Sài Gòn sụp đổ, Ngọc Ngạn phải học tập cải tạo.
Năm 1978, ông được trả tự do và là người đầu tiên trong gia đình vượt biên. Tàu đến gần Malaysia thì bị cảnh sát sở tại bắn. Tài công hốt hoảng khiến tàu bị sóng lớn đánh lật. Vợ và con trai ông đều chết đuối, ông cùng những người sống sót được chuyển đến trại tị nạn ở Kota Bharu. 
Sau đó, ông được sang định cư tại Canada, ban đầu là tại thành phố cảng Prince Rupert, British Columbia. Năm 1985, ông chuyển đến thành phố Toronto và định cư tại đó cho đến nay. 
Ông có 2 đời vợ. Người đầu tên Lê Thị Tuyết Lan, kết hôn khoảng năm 1970 và đã chết trong chuyến vượt biển cùng đứa con đầu lòng (sinh năm 1974) của 2 người. Người sau tên Trần Ngọc Diệp, kết hôn vào năm 1982 và có 1 con trai khác tên là Nguyễn Vương Định (sinh năm 1983). 
Ông có người em trai là nhạc sĩ Ngọc Trọng, tác giả của một số ca khúc như "Buồn vương màu áo", "Đêm cô đơn",...
Các nghệ sĩ thân thiết với ông gồm có Chế Linh (bạn học từ thời trung học và cùng định cư ở Toronto), Nguyễn Hưng (cùng định cư ở Toronto và thường ở cùng phòng khách sạn khi cả 2 đi show chung), Nguyễn Cao Kỳ Duyên (người dẫn chương trình lâu năm cùng ông), Hồng Đào (giọng đọc chính của phần lớn các truyện của ông),...

## Cộng tác với Trung tâm Thúy Nga
Năm 1992, Thúy Nga Paris mời Nguyễn Ngọc Ngạn sang Paris, Pháp. Ông đến trụ sở ở Quận 13 gặp vợ chồng Tô Văn Lai, tuy nhiên vẫn còn lưỡng lự sau khi thảo luận về lời mời làm người dẫn chương trình. Hầu hết mọi người bên gia đình Ngọc Ngạn đều phản đối việc này, riêng chỉ có em trai Ngọc Trọng là ủng hộ. Lần đầu ông xuất hiện trong video Paris By Night là cuốn số 17. Sau lần ra mắt đó, ông được ban giám đốc Thúy Nga đề nghị cộng tác độc quyền. Khác với các MC trước đó, Ngọc Ngạn cố gắng vận dụng kiến thức văn học để làm giàu nội dung dẫn chương trình và không ngừng tìm kiếm các mẩu truyện vui để mang lại tiếng cười cho khán giả tham dự chương trình. Ngoài vai trò MC, ông cũng tham gia viết kịch cho Paris By Night và thu âm sách nói (Audio book) theo gợi ý của ca sĩ Duy Quang. Sau hơn 20 năm làm việc tại Paris By Night, Trung tâm Thúy Nga đã đặc biệt thực hiện riêng chương trình Paris By Night 107 chủ đề Nguyễn Ngọc Ngạn: 20 năm sân khấu để ghi nhận đóng góp của ông. Sau Paris By Night 134, Nguyễn Ngọc Ngạn chính thức chia tay Trung tâm Thúy Nga sau 30 năm cộng tác.
| Năm         | Chương trình                                                                                          | Người dẫn chung                                                                  |
| ----------- | --- | -------------------------------------------------------------------------------- |
| 1992 – 2023 | Paris By Night 17, 20 - 22, 24, 26 - 29, 31 - 85, 88 - 92, 94 - 96, 98 - 115, 117, 119 - 130, 132-134 | Nguyễn Cao Kỳ Duyên, Mai Phương, Hồng Đào, Nguyễn Văn Thịnh, Trịnh Hội, Ngọc Hân |

Tham gia các phần trình diễn
Ngoài MC, ông cũng được Trung tâm giao cho một số tiết mục đặc biệt
| STT | Tiết mục                                     | Thể hiện với                                                          | Chương trình                             | Năm  |
| --- | -------------------------------------------- | --------------------------------------------------------------------- | ---------------------------------------- | ---- |
| 1   | Em Đi (Đức Huy)                              | Tuấn Ngọc, Thái Châu, Bằng Kiều, Nhật Trung                           | Paris By Night 79                        | 2005 |
| 2   | Lâu đài tình ái (Trần Thiện Thanh)           | Khánh Ly                                                              | Paris By Night 95                        | 2009 |
| 3   | Về đây nghe em (Trần Quang Lộc)              | Khánh Ly                                                              | Paris By Night 104                       | 2011 |
| 4   | Hài kịch: Thể dục thẩm mỹ (Nguyễn Ngọc Ngạn) | Kỳ Duyên, Chí Tài, Việt Hương, Thúy Nga, Hoài Tâm, Nhật Bình, Hằng Ni | Paris By Night 107                       | 2013 |
| 5   | Riêng Một Góc Trời (Ngô Thụy Miên)           | Tuấn Ngọc                                                             | Chuyện Cười Paris By Night               | 2013 |
| 6   | Nắng Chiều (Lê Trọng Nguyễn)                 | Mai Thiên Vân, Minh Tuyết, Hạ Vy, Mạnh Quỳnh, Đan Nguyên              | Liveshow Mai Thiên Vân - Nhật Ký Đời Tôi | 2017 |

## Tác phẩm
Ngoài văn chương chính thống, Nguyễn Ngọc Ngạn còn là tác giả của nhiều truyện ma kinh dị được độc giả hải ngoại cũng như giới trẻ Việt Nam biết đến rộng rãi như: Tiếng quạ réo vong hồn, Ngôi mộ mới đắp, Đêm trong căn nhà hoang, Bóng ma bên cửa, Bãi đất hoang sau nhà (Chuyến xe buýt), Căn nhà số 24, Cõi âm, Đêm không trăng, Hồn về trong gió, Bóng người dưới trăng. Truyện Đêm trong căn nhà hoang của ông đã được chuyển thể thành phim, do Trung tâm Thúy Nga phát hành năm 2007. Ba truyện ma mới nhất của ông có tên Đêm dài vô tận (2017), Ngôi mộ bên sông (2019), Từ thế giới bên kia (2019).

### Truyện ngắn
- Lúc gần sáng (1986)
- Sân khấu cuộc đời (1987)
- Biển vẫn đợi chờ
- Những người đàn bà đi bên tôi
- Dòng đời lặng lẽ (tập truyện ngắn gồm ba truyện, 1998)
- Truyện ngắn Nguyễn Ngọc Ngạn

### Tiểu thuyết
- Những người đàn bà ở lại (1979)
- Nước đục (1987)
- Một lần rồi thôi (1987)
- Màu cỏ úa (1988)
- Trong quan tài buồn (1988)
- Sau lần cửa khép (1988)
- Đếm những mảnh tình (1989)
- Trên lối mòn hậu chiến (1989)
- Cõi đêm (1990)
- Xóm đạo (1999)
- The Will of Heaven (tiểu thuyết tiếng Anh)
- Trong sân trường ngày ấy, Ngày buồn cũng qua mau, Dung nhan người góa phụ (truyện dài, 1990)
- Chính khách, Chút ân tình mong manh, Quay trong cơn lốc, Dấu chân xưa, Nhìn lại một thập niên, Nắng qua phố cũ (Văn Khoa, 1999)

### Tiểu phẩm hài kịch
Tính đến nay, Nguyễn Ngọc Ngạn đã cống hiến cho Trung tâm Thúy Nga khoảng 60 vở kịch khác nhau.
- Chung một mái nhà (PBN 91) (2008)
- Kỳ phùng địch thủ (PBN 92) (2008)
- Thế giới huyền bí (PBN 94) (2008)
- Về quê xưa (PBN 95) (2009)
- Áo em chưa mặc một lần (PBN 96) (2009)
- Trẻ mãi không già (PBN 98) (2009)
- Thiên đàng không phải là đây (PBN 99) (2010)
- Sao em nỡ vội lấy tiền (PBN 100) (2010)
- Nếu điều đó xảy ra (PBN 100) (2010)
- Đám cưới đầu xuân (PBN 101)
- Môn đăng hộ đối (PBN 103)
- Mình bắt đầu từ đây (PBN 104)
- Đệ tử chân truyền (PBN 105) (2012)
- Cha già dấu yêu (PBN 106) (2012)
- Thể dục thẩm mỹ (PBN 107) (2013) (tham gia diễn xuất)
- Hoa hậu phu nhân (PBN 108) (2013)
- Tấm Cám vượt thời gian (PBN 109) (2013)
- Ông Táo chầu trời (PBN 110) (2014)
- Nha sĩ phục hận (PBN 115) (2015)
- Đòi nợ cuối năm (PBN 117) (2016)
- Chuyện tình Điêu Thuyền (PBN 121) (2017)
- Thầy bói mù tái xuất giang hồ (PBN 121) (2017)
- Nối lại duyên xưa (PBN 122) (2017)
- Bài học nhớ đời (PBN 123) (2017)
- Cho nhau mùa xuân (PBN 124) (2018)
- Làm đẹp cho đời (PBN 126) (2018)
- Pháp sư Trần Phiêu Diêu tái xuất giang hồ (PBN 128) (2019)
- Một ngày ở tiệm nail (PBN 129) (2019)
- Tài khoản ngân hàng (PBN 130) (2020)

### Khác
- Đọc diễn giải ở PBN 40 (1997)
- Hát bài Em đi (Đức Huy) cùng với Tuấn Ngọc, Thái Châu, Bằng Kiều, Nhật Trung ở PBN 79 (2005)
- Diễn xuất (vai cụ Võ Đoạn Trường ốm đi và mất nếp nhăn sau khi tập thể dục thẩm mỹ) kiêm tác giả kịch bản vở Thể dục thẩm mỹ ở PBN 107 (2013)